# Sakai
Sakai (japanisch 堺市 Sakai-shi) ist eine kreisfreie Stadt und eine von zwei designierten Großstädten in der japanischen Präfektur Osaka auf der Hauptinsel Honshū.

## Geographie
Sakai liegt an der Bucht von Osaka.

## Geschichte
Sakai wurde bereits im 15. Jahrhundert als wichtiger Hafen im Handel mit dem Kaiserreich China erwähnt. In der Edo-Zeit wurde Sakai durch einen Shōgunatsverwalter (Sakai-bugyō) direkt verwaltet. 1868 ereignete sich der Sakai-Zwischenfall, bei dem elf französische Matrosen getötet und in Vergeltung die beteiligten Samurai zum Selbstmord aufgefordert wurden.
In der Meiji-Restauration wurde Sakai Verwaltungssitz der Präfektur Sakai. Der Vorläufer der modernen Stadt Sakai, der „Bezirk“/Stadtkreis Sakai (Sakai-ku), entstand 1880, daraus ging 1889 bei der Einführung der von preußischen Beratern mitgeschriebenen Kommunalordnungen die Sakai-shi hervor.
Im April 2006 wurde Sakai zur Großstadt durch Regierungsverordnung und damit in Stadtbezirke (ku) eingeteilt.

## Politik und Verwaltung
- KPJ: 5
- Sakai Sōshikai (堺創志会; inkl. KDP): 5
- Fraktionslos: 2
- Jiyūminshutō・shimin club („Liberaldemokratische Partei, Bürgerklub“): 7
- Kōmeitō: 11
- Ōsaka Ishin no Kai: 18

Bürgermeister von Sakai ist seit 2019 der ehemalige Präfekturparlamentsabgeordnete Hideki Nagafuji von der Ōsaka Ishin no Kai. Er wurde im Juni 2023 mit 61,3 % der Stimmen gegen den wie schon 2019 kandidierenden ehemaligen Stadtparlamentsabgeordneten Tomoaki Nomura für eine zweite Amtszeit wiedergewählt.
Das Stadtparlament von Sakai (Sakai-shigikai) hat 48 Mitglieder aus sieben mit den Stadtbezirken identischen Wahlkreisen. Bei der Wahl im April 2023 konnte die Ōsaka Ishin no Kai ihre relative Mehrheit halten. Im Zweimandatswahlkreis Mihara-ku gab es nur zwei Kandidaten und damit keine Abstimmung.
Ins 79-köpfige Präfekturparlament von Osaka (Ōsaka-fugikai) wählt die Stadt seit 2023 in sechs Einmandatswahlkreisen sechs Abgeordnete, ebenfalls als Teil der einheitlichen Wahlen. 2023 gingen alle sechs Sitze an die Ishin no Kai.
Bei Wahlen zum Abgeordnetenhaus, das Unterhaus des nationalen Parlaments, bildet der Großteil der Stadt Sakai die Wahlkreise Osaka 16 und 17, die bei der Abgeordnetenhauswahl 2024 für die Nippon Ishin no Kai der vorherige Stadtparlamentsabgeordnete Masaki Kuroda und der ehemalige Stadtparlamentspräsident Nobuyuki Baba gewannen. Der Bezirk Mihara von Sakai gehört zum Wahlkreis 15, der den Südosten der Präfektur bis zur Grenze zu Nara und Wakayama umfasst und den 2024 Yasuto Urano von der Ishin no Kai verteidigen konnte.

### Stadtgliederung

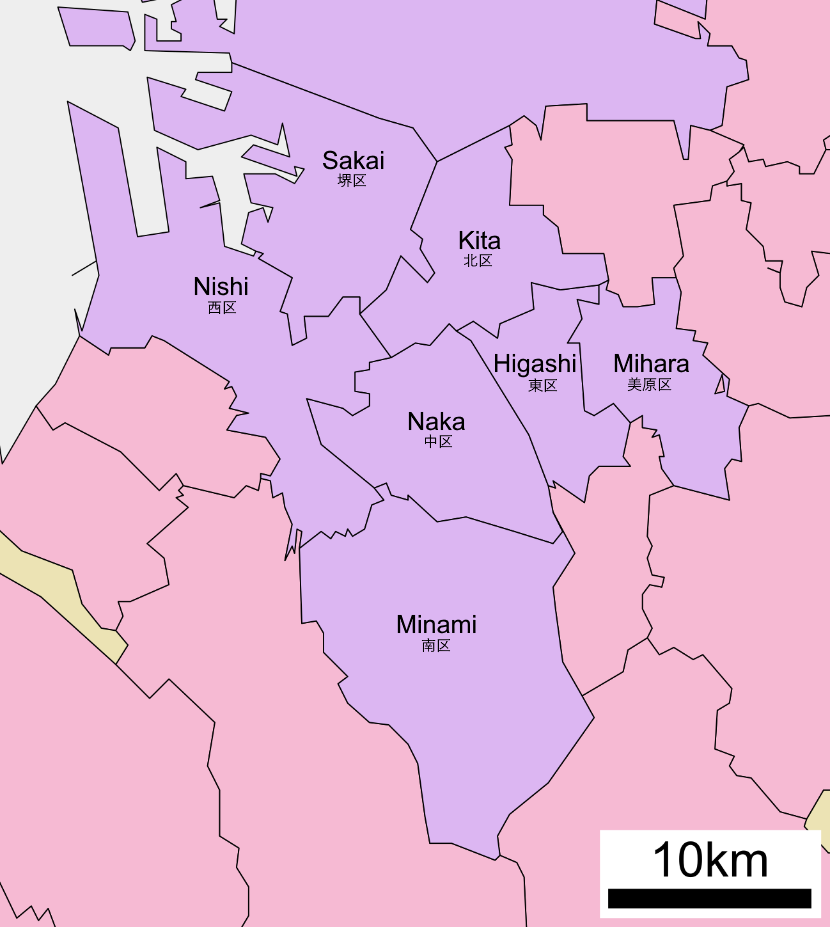
Stadtbezirke von Sakai

Sakai gliedert sich seit der Ernennung zur Großstadt in sieben Stadtbezirke (-ku), die im Uhrzeigersinn folgende sind:
| Code mit Prüfziffer | Name                                         | Name      | Fläche (in km²) | Bevölkerung  | Bevölkerungs- dichte (Ew./km2) 3 |           |
| Code mit Prüfziffer | lateinische Transkription (+dt. Übersetzung) | japanisch | 1. Januar 2023  | 1. März 2021 | 1. Okt. 20153                    |           |
| ------------------- | -------------------------------------------- | --------- | --------------- | ------------ | -------------------------------- | --------- |
| 27141-1             | Sakai-ku („Bezirk Sakai“)                    | 堺区      | 23,66           | 147.863      | 148.205                          | 6266,60   |
| 27146-2             | Kita-ku („Bezirk Nord“)                      | 北区      | 15,60           | 159.426      | 158.845                          | 10.182,37 |
| 27147-1             | Mihara-ku                                    | 美原区    | 13,20           | 37.752       | 39.156                           | 2966,36   |
| 27143-8             | Higashi-ku („Bezirk Ost“)                    | 東区      | 10,49           | 84.755       | 85.189                           | 8120,97   |
| 27142-0             | Naka-ku („Bezirk Mitte“)                     | 中区      | 17,88           | 121.383      | 124.543                          | 6965,49   |
| 27145-4             | Minami-ku („Bezirk Süd“)                     | 南区      | 40,39           | 137.736      | 147.626                          | 3655,01   |
| 27144-6             | Nishi-ku („Bezirk West“)                     | 西区      | 28,62           | 134.608      | 135.746                          | 4743,05   |
| 27140-3             | Sakai-shi („Stadt Sakai“)                    | 堺市      | 149,83          | 823.523      | 839.310                          | 5602,12   |

### Bevölkerungsentwicklung
| Jahr | Bevölkerung | Bevölkerung | Bevölkerung | Fläche (km²) | Bevölkerungs- dichte (Ew./km²) |
| Jahr | Insgesamt   | männlich    | weiblich    | Fläche (km²) | Bevölkerungs- dichte (Ew./km²) |
| ---- | ----------- | ----------- | ----------- | ------------ | ------------------------------ |
| 1925 | 105.009     | 52.240      | 52.589      | 11,2         | 9342                           |
| 1930 | 120.348     | 61.197      | 59.151      | 15,8         | 7641                           |
| 1935 | 141.286     | 72.334      | 68.952      | 15,8         | 8971                           |
| 1940 | 182.147     | 92.766      | 89.381      | 31,3         | 5816                           |
| 1945 | 168.348     | 81.271      | 87.077      | 52,6         | 3203                           |
| 1947 | 194.048     | 99.796      | 94.252      | 52,6         | 3692                           |
| 1950 | 213.688     | 107.107     | 106.581     | 52,6         | 4066                           |
| 1955 | 251.793     | 125.603     | 126.190     | 52,5         | 4798                           |
| 1960 | 339.863     | 171.065     | 168.798     | 96,8         | 3510                           |
| 1965 | 466.412     | 237.020     | 229.392     | 128,7        | 3625                           |
| 1970 | 594.637     | 299.992     | 294.375     | 132,1        | 4500                           |
| 1975 | 750.688     | 376.248     | 374.440     | 132,9        | 5648                           |
| 1980 | 810.106     | 401.887     | 408.219     | 133,3        | 6078                           |
| 1985 | 818.271     | 404.149     | 414.122     | 134,1        | 6100                           |
| 1990 | 807.765     | 397.078     | 410.687     | 136,8        | 5906                           |
| 1995 | 802.933     | 392.887     | 410.106     | 136,8        | 5870                           |
| 2000 | 792.018     | 384.381     | 407.637     | 136,8        | 5790                           |
| 2005 | 830.966     | 400.294     | 430.672     | 150,0        | 5540                           |
| 2010 | 841.966     | 404.756     | 437.210     | 150,0        | 5613                           |
| 2015 | 839.310     | 402.379     | 436.931     | 149,8        | 5602                           |

1Flächenangaben von 2018

2Geschätzte Bevölkerung (Estimated Population) 2018

3Ergebnisse der Volkszählung 2015

4PDF-Bericht zur Volkszählung 2015, Kapitel 1 Bevölkerung (japanisch).

## Sehenswürdigkeiten
Eine Sehenswürdigkeit Sakais ist das Daisenryō-Kofun, das mit 320.000 m² Gesamtfläche eines der größten Gräber der Welt ist. Es wird angenommen, dass es das Hügelgrab des Nintoku-Tennō ist.

## Wirtschaft

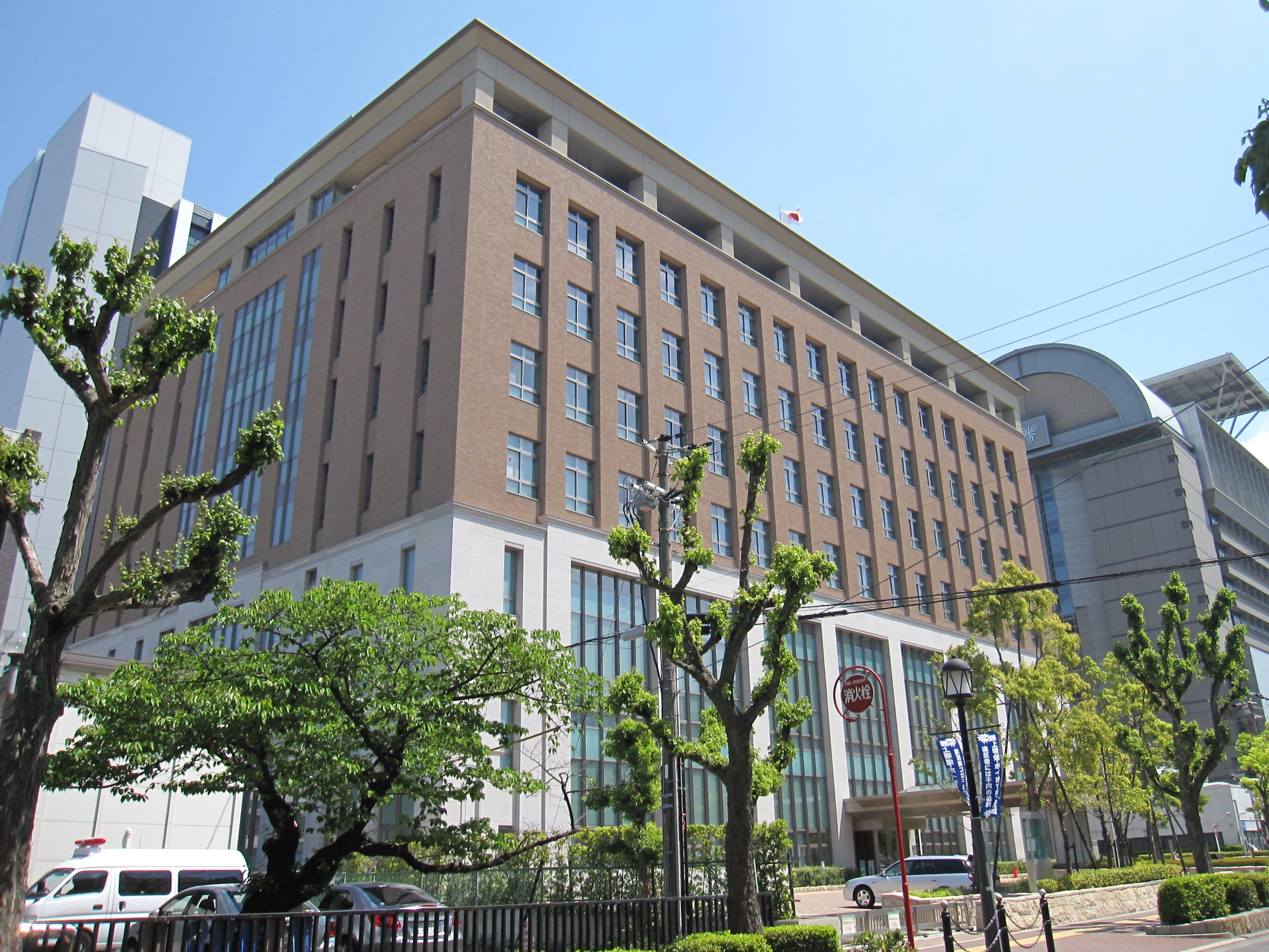
Zusammenfassungsgericht Sakai

An Gewerbe gibt es Elektro-, Schiffbau-, Eisen-, Stahl- und petrochemische Industrie. Der weltweit verbreitete Hersteller von Rohren für Fahrradrahmen Tange International wurde in Sakai gegründet.

## Städtepartnerschaften
- Berkeley seit 1967
- Lianyungang seit 1983
- Wellington seit 1994

## Söhne und Töchter der Stadt
- Imai Sōkyū (1520–1593), Teemeister
- Sen no Rikyū (1522–1591), bedeutendster Teemeister Japans
- Yamanoue Sōji (1544–1590), Teemeister der Sengoku-Zeit
- Shōkadō Shōjō (1582–1639), Maler
- Murakami Namiroku (1865–1944), Schriftsteller
- Kawaguchi Ekai (1866–1945), buddhistischer Mönch und Tibet-Forscher
- Suzuki Kantarō (1868–1948), 29. Premierminister von Japan
- Kawai Suimei (1874–1965), Dichter
- Yosano Akiko (1878–1942), Dichterin, Denkerin und Feministin
- Kayukawa Shinji (1896–1949), Maler
- Tamaki Suekazu (1897–1943), Maler
- Kiritake Monjūrō II. (1900–1970), Puppenspieler
- Yuki Shigeko (1900–1969), Schriftstellerin
- Nakano Shigeharu (1902–1979), Schriftsteller
- Kenzō Tange (1913–2005), Architekt
- Matsushima Yozō (1921–1983), Mathematiker
- Kiyoshi Koyama (1936–2019), Musikjournalist und Jazzproduzent
- Sanshi Katsura (* 1943), Rakugokünstler
- Haruzo Hida (* 1952), Mathematiker
- Yasunori Imamura (* 1953), Lautenist
- Kō Machida (* 1962), Schriftsteller, Sänger, Schauspieler
- Nobuyuki Baba (* 1965), Politiker
- Hiroki Ioka (* 1969), Boxer im Halbfliegen- und Strohgewicht
- Kanako Nishikawa (* 1985 oder 1987), Schauspielerin
- Reon Kadena (* 1986), Model und Schauspielerin
- Ai Takahashi (* 1986), Musikerin
- Mizuho Sakaguchi (* 1987), Fußballspielerin
- Saori Arimachi (* 1988), Fußballspielerin
- Kazuto Ioka (* 1989), Boxer
- Biba Sakurai (* 1989), Shorttrackerin
- Soma Otani (* 1990), Fußballspieler
- Eri Yonamine (* 1991), Radsportlerin
- Hiroki Kotani (* 1993), Fußballspieler
- Kaito Uesugi (* 1995), Tennisspieler
- Kento Yabuuchi (* 1995), Fußballspieler
- Shōta Yomesaka (* 1996), Fußballspieler
- Rei Yonezawa (* 1996), Fußballspieler
- Megumu Nishida (* 1998), Fußballspieler
- Kazuki Tomono (* 1998), Eiskunstläufer
- Tōma Murata (* 2000), Fußballspieler
- Yuno Yamanaka (* 2000), Hindernisläuferin
- Kōdai Dohi (* 2001), Fußballspieler
- Yūdai Kimura (* 2001), Fußballspieler
- Mitsuki Hidaka (* 2003), Fußballspieler
- Toya Myogan (* 2004), Fußballspieler

## Angrenzende Städte und Gemeinden
- Osaka
- Matsubara
- Habikino
- Tondabayashi
- Osakasayama
- Kawachinagano
- Izumi
- Takaishi